# هاري جيفري
هاري جيفري (بالإنجليزية: Harry Jeffra)‏ كان ملاكم أمريكي صنّف ضمن فئة وزن الديك.

## إحصائيات
خاض خلال مسيرته 68 نزالا، فاز في 93 وتعادل في 7 وخسر في 20. فاز بالضربة القاضية في 27 نزالا.

## روابط خارجية
- هاري جيفري على موقع بوكس ريك (الإنجليزية) (registration required)